# Alistair Hennessy
Charles Alistair Michael Hennessy fue un historiador británico del siglo xx.

## Biografía
De nacionalidad británica, fue profesor en la Universidad de Warwick. Fue autor de textos como The Federal Republic in Spain. Pi y Margall and the Federal Republic Movement, 1868-74 (Clarendon Press, 1962), sobre el republicanismo federal en España y la figura de Francisco Pi y Margall; o The Frontier in Latin American History (University of New Mexico Press, 1978); entre otras, además de editar diversas obras colectivas. Habría fallecido hacia 2013.